# Skadar (Osečina)
Skadar es un pueblo ubicado en la municipalidad de Osečina, en el distrito de Kolubara, Serbia.

## Superficie
Posee una superficie de 19,98 kilómetros cuadrados.

## Demografía
Hasta 2011 la población era de 573 habitantes, con una densidad de población de 28,68 habitantes por kilómetro cuadrado.